# Раджгір
Раджгір (англ. Rajgir, гінді राजगीर) — місто в окрузі Наланда в індійському штаті Біхар.

## Історія
Час заснування міста невідомий. Під час археологічних розкопок було знайдено кераміку, датовану X століттям до н. е. Стародавня назва міста — Радажгріха, мовою палі — Раджагаха. Раджгір був першою столицею царства Маґадга, на території якого у подальшому виникла імперія Маур'їв.
28 березня 2006 р. 11-й президент Індії  Абдул Калам запропонував ідею відродження університету Наланди
Рішення про створення університету було схвалено на другому та четвертому саміт країн Східної Азії.
1 вересня 2014 року пройшли перші заняття у сучасному Міжнародному Університеті Наланди у прилеглому місті Раджгір за участю 15 студентів.
У новому кампусі площею 455 акрів Університет почав функціонувати із січня 2020 року.

## Географія
Раджгір розташований у долині, оточеній скелястими пагорбами, приблизно за 100 км від адміністративного центру штату Біхар — міста Патна.